# De nacht van de satanszoon
De nacht van de satanszoon is het negende stripverhaal uit de reeks van De Geuzen. Het is geschreven door Willy Vandersteen en verscheen in 1989.

## Personages
In dit verhaal spelen de volgende personages mee:
- Hannes, Veerle, Tamme, meisjes, detachement Spanjaarden, commandant Miguel Vasquez, Katrijn en haar familie, Barend Jacobs en zijn vrouw Elma, Maldor (kluizenaar), Ulrich (aanvoerder) en bosgeuzen, Nelle (kruidenmengster en chirurgijn, vrouw van Ulrich), Joris, Zingaros (nomaden), Handries (aanvoerder), vrouw, Spaans geldkonvooi.

## Locaties
Dit verhaal speelt zich af op de volgende locaties:
- Hoeve van Hannes en Veerle, de hoeves van Katrijn en Barend Jacobs, bos, verlaten kolenbrandershut, kamp van de bosgeuzen, nomadenkamp.

## Het verhaal
In de lente heeft Tamme belangstelling voor meisje. Er is echter nieuws dat er een detachement Spanjaarden in het dorp is aangekomen. De commandant heeft een hoeve als hoofdkwartier opgeëist en hij weet dat het een geuzennest is. Hij mag van hogerhand niks tegen de geuzen ondernemen en hij wil niet dat zijn manschappen de bossen in gaan. Veerle gaat naar haar buurvrouw en ziet dat haar man en kinderen zijn afgeslacht. Katrijn vertelt dat de satanszonen dit hebben gedaan en sterft in de armen van Veerle. Veerle rent naar huis en waarschuwt Hannes en Tamme. Maldor is op bezoek en vertelt dat de satanszonen Duitse huurlingen zijn die zijn gedeserteerd. Ze schoten de baljuw van een nabijgelegen dorp neer en de vrouw van de baljuw liet zichzelf en de moordenaar met een granaat ontploffen.
De dorpelingen hebben de huurlingen verjaagd, maar een groep van hen verbergt zich in de bossen. De slachtoffers worden begraven en Vasquez ontmoet een afvaardiging van het dorpsbestuur. Hij vertelt dat hij de onderdanen van de koning wil beschermen, 's nachts zullen ruiters patrouilleren. Deze nachtwacht brengt tijdelijke rust, maar op een nacht slaan de satanszonen opnieuw toe bij de hoeve van Barend Jacobs. Hannes en Tamme vinden Elma en ze vertelt dat haar man in de rug is neergeschoten. De kinderen zijn op zolder verborgen en Hannes blijft bij hen. Tamme volgt de schurken en er wordt op hem geschoten bij het bos. Tamme doet alsof hij is geraakt en volgt de mannen naar hun schuilplaats. Hannes hoort dat de Spaanse nachtwacht niks heeft gedaan en vindt het vreemd dat de man van Katrijn en Barend beide leiders van de geuzen waren. Tamme vertelt dat hij de schuilplaats van de satanszonen gevonden heeft. Ze verblijven in een verlaten kolenbrandershut en zijn met zes man.
Veerle wil Vasquez inlichten, maar Hannes wil zelf wraak nemen en gaat met een stel geuzen naar het bos. Een gevecht begint en Hannes steekt de schuilplaats in brand. De mannen doen alsof ze zich overgeven, maar beginnen te schieten. De geuzen schieten en Hannes loopt een schampschot op. Tamme ziet dat er slechts vijf mannen zijn en de enige overlevende vertelt dat Heinrich Stolz is gevlucht. Het is een verrader, maar voor de man meer kan zeggen is hij dood. Hij wordt ter plaatse begraven en Hannes en Tamme gaan huis. Maldor wordt gehaald en verzorgd Hannes, hij geeft een drankje. Hannes heeft een nare droom, Dulle Griet hem aanvalt op bevel van Vasquez. De satanszonen kijken toe en Hannes wordt naar een vuurpoel gedreven.
Maldor legt de droom uit, Vasquez kreeg Stolz te pakken en dwong met marteling de schuilplaats te wijzen. Vasquez beloofde de satanszonen met rust te laten als zij de geuzenleiders uit de weg ruimen. Hannes is de derde geuzenleider en Vasquez zal zich willen wreken. Tamme en Hannes vertrekken de volgende nacht en sluiten zich aan bij de bosgeuzen. Ulrich wordt gehaald, zijn vrouw heeft magische krachten. De man die Hannes, Tamme en Veerle naar het kamp bracht, wordt gestraft. Hij had geen toestemming hiervoor, maar Hannes beschermt de man. Dan zegt Nelle dat er vijf schapen zijn gedood. Ze zegt dat de ontsnapte satanszoon dit heeft gedaan en laat de man losmaken. Later vertelt ze haar man dat ze de schapen zelf heeft gedood, omdat hij het gevecht dreigde te verliezen. Op een dag benadert Ulrich Veerle, maar ze wijst hem af. Veerle ziet hoe een kind door wolven wordt bedreigd en komt te hulp. Ze neemt het meisje mee naar het nomadenkamp, waar ze vandaan komt.
De nomaden zijn dankbaar en de aanvoerder vertelt dat hier in 1417 de eerste zwervers verschenen. Ze waren uit Noord-West Indië vertrokken en hun aanvoerders beweerden graven en hertogen te zijn. Ze beweerden voor de Turken gevlucht te zijn en werden Gypten, Zingaros of Bohemens genoemd. Ze vertoonden vrijgeleiden van de paus en stadsbesturen gaven dit een eeuw lang. Maar na een tijd werden ze verjaagd en huurlingen, deserteurs en misdadigers mengden zich onder hen. Ze leefden van oplichting, paardenhandel, kwakzalverij en handlezen. Kinderen beroofden boeren, maar deze stam besloot eerlijk te leven. Veerle vertrekt en vertelt Hannes en Tamme wat er is gebeurd. Hannes en Tamme gaan naar een vergadering van de geuzen in het dorp. Ulrich valt met enkele mannen Veerle lastig in een dronken bui. Joris helpt Veerle en Ulrich komt woedend bij Nelle terug. Ze geeft hem een drankje en laat hem slapen.
Hannes en Tamme vertellen Maldor dat er een Spaans geldkonvooi langs het dorp zal komen. Maldor raadt aan deze niet aan te vallen, zodat Vasquez geen reden heeft tot represailles op het dorp. Hannes en Tamme zien op hun terugweg afgeslachte runderen en horen van een vrouw dat de ontsnapte satanszoon dit heeft gedaan. Ze zoeken hem, maar vinden niemand. Ulrich wil het geldkonvooi aanvallen, maar Hannes waarschuwt voor Vasquez. Nelle kijkt in een gepolijste plaat en ziet een doodshoofd. Ze zegt Ulrich deze nacht niks te ondernemen, het is een onheilsteken. Het was een list, Nelle laat Ulrich met enkele getrouwen stiekem het konvooi aanvallen. Ulrich rijdt weg met de buit, maar het paard wordt doodgeschoten. Maldor vertelt de volgende dag in het kamp over de overval. Ulrich geeft de ontsnapte satanszoon de schuld en laat het kamp verdedigen. Maldor vertelt Hannes dat hij Ulrich niet vertrouwt, maar Nelle hoort dit.
Vasquez vertelt een van zijn mannen dat zijn broer door geuzen is gedood en hij daarom een verbond sloot met de satanszonen om de geuzenleiders te doden. Nu de satanszonen dood zijn, wil hij wraak op Hannes en Tamme. Nelle vertelt Ulrich dat Maldor spionnen heeft bij Vasquez. Zij doodde de dieren en heeft de vermomming van de satanszonen meegenomen en gebruikt. Vermomd als satanszoon slaat Ulrich toe, maar Maldor kan ontkomen. Hij waarschuwt Hannes en de geuzen en Ulrich wordt het bos in gejaagd. Hij kan ontkomen en gaat naar een ven, waar hij Nelle ontmoet. Nelle lokt Veerle naar het ven, maar Ulrich wordt door haar verslagen. Veerle raakt echter bewusteloos voor ze Hannes en Tamme kan waarschuwen. Nelle vindt de dode Ulrich en wil wraak, ze vindt de bewusteloze Veerle. De volgende ochtend wordt Veerle gevonden en ze vertelt Hannes wat er is gebeurd.
Nelle is dood, ze heeft een pijl in haar rug. Joris wordt de nieuwe leider van de bosgeuzen en de aanhangers van Ulrich verlaten het kamp. Joris wil geldtransporten overvallen om Willem van Oranje geld te bezorgen. Vasquez wil wraak en valt onder dekking van vrouwen en kinderen het bos aan. Hij eist de uitlevering van Hannes en Tamme en zij geven zich over. De gijzelaars vluchten het bos in en Hannes en tamme worden weggevoerd. Ze komen voor een vuurpeloton, maar dan vallen de nomaden aan. Ze vertellen dat ze Nelle hebben gedood. De Spanjaarden verlaten het dorp na de dood van Vasquez en trekt verder. De geuzen zijn die avond te gast bij de nomaden en heeft belangstelling in een meisje. Hij moet voor een paneel staan en dan werpt zij messen. Hannes, Veerle en Tamme nemen afscheid van de bosgeuzen als de Zingaros verder trekken en gaan naar huis.
De zeven jagers ·
De ekster op de galg ·
Flodderbes, de heks ·
De rattenvanger ·
Soetkin, de waanzinnige ·
Onheil boven Damme ·
Strijd om slot Loevestein ·
Verraad in Duindijke ·
De nacht van de satanszoon ·
De wildeman van Gaasbeek